# Meilhaud
Meilhaud é uma comuna francesa na região administrativa de Auvérnia-Ródano-Alpes, no departamento Puy-de-Dôme. Estende-se por uma área de 4,49 km². Em 2010 a comuna tinha 502 habitantes (densidade: 111,8 hab./km²).